# Kalcium-hipoklorit
A  kalcium-hipoklorit (más néven klórmész, kalcium-oxiklorid) egy szervetlen kalciumvegyület. Standard körülmények közt egy fehér, finom por, amelyet fertőtlenítésre és fehérítésre használnak.

## Előállítása
Oltott mészre (Ca(OH)2) klórgázt (Cl2) vezetnek. A mész a klórt elnyeli és kalcium-hipoklorit (Ca(OCl)2) keletkezik. Az így előállított klórmész a fő hatóanyagon kívül tartalmaz még kalcium-hipoklorit trihidrátot (azaz 3 mol kristályvizes, bázisos Ca-hipokloritot), kalcium-kloridot, kalcium-hidroxidot és mint szennyeződés némi kalcium-karbonátot is.

## Felhasználása
Fehérítés, fertőtlenítés. Hatásmechanizmusa a hipóhoz hasonló.
A klórmész használata fokozott elővigyázatosságot igényel.
Semmelweis Ignác klórmeszes oldatot használt kézfertőtlenítésre, a gyermekágyi láz úttörő megelőzéséhez.